# Louis Companyo
Louis Companyo (Céret, 1781 – Perpignano, 1871) è stato un botanico francese.
È stato uno dei fondatori e direttore del Museo di Storia Naturale di Perpignano e ha scritto Histoire Naturelle du Département des Pyrénées-Orientales, il suo primo libro sulla storia naturale dei Pirenei. I suoi 3 volumi includono la geografia, geologia, paleontologia e (Volume 1), botanica (volume 2), zoologia ed entomologia (volume 3).